# 陰陽師の一覧
陰陽師の一覧（おんみょうじのいちらん、おんようじのいちらん）は、歴史上に見られる著名な陰陽師の一覧である。

## 飛鳥時代以前（陰陽家）
恵慈（えじ） ？ - 623年（推古天皇31年）
飛鳥時代、595年（推古天皇3年）に高句麗から来朝し、聖徳太子の仏法の師となる。仏法を広め、翌596年（推古天皇4年）に法興寺（現在の飛鳥寺安居院）が建立されると百済から帰来した僧・慧聡とともに「三宝の棟梁」としてこれを守った。仏法にあわせて陰陽五行思想をもたらしている。615年、聖徳太子が著した仏教経典『三経義疏』（『法華経』・『勝鬘経』・『維摩経』3経の注釈書）を携えて高句麗へ帰国。
觀勒（観勒）（みろく）
602年（推古天皇10年）10月に百済から帰来した学僧。日本における初代僧正。天文地理書・元嘉暦の暦本・陰陽五行思想にもとづく遁甲方術・『摩登伽経』を伝え、聖徳太子をはじめ、選ばれた34名の弟子たちに講じた。
陽胡玉陳（やこのたまふる）に暦法を、大友（大伴）村主高聡（おおとものすぐりたかさと）には天文遁甲を、山背日立（やましろのひたて）には方術を授けたとされている（『日本書紀』巻第二十二）。
その元嘉暦の暦本は聖徳太子により604年に官暦として正式に採用された（『政事要略』）。
日本の陰陽道のルーツとなるパイオニア的存在で、後に「先在した五芒星文化勢力を陰陽道で封じるために観勒像を鎮座させ」られるほど、初代僧正としての貫禄を見せている。当初は飛鳥寺、親百済派であった蘇我氏由来の法興寺、元興寺に居を構え、639年（舒明天皇11年）に大和国百済川のほとりに百済大寺を開創した。
後に建立された陰陽寮や占星台の址である天武天皇時代の飛鳥池遺跡からは1998年に「天皇…丁丑年（677年）…観勒…」と、その名を記した木簡が出土している。
陽胡玉陳（陽胡史祖玉陳） やこのたまふる （やこのふみびとのおやたまふる） ？ - ？
後漢（東漢）出身で推古朝に隋から帰来の帰来人とも、大隅国の豪族出身者とも言われている。後の陽胡史（「やごのふみびと」、「やこのふひと」とも）の祖。602年（推古天皇10年）、観勒に師事して暦法を修め、日本における暦道の祖となった（『日本書紀』巻第二十二）。
大友高聡（大友村主高聡） おおとものたかさと （おおとものすぐりたかさと） ？ - ？
後漢（東漢）出身、推古朝に帰来。大伴村主高聡とも。602年（推古天皇10年）、観勒に師事して天文を修め、日本における天文道の祖となった（『日本書紀』巻第二十二）。
山背日立（山背臣日立） やましろのひたて （やましろのおみひたて） ？ - ？
山背日並（山背臣日並）とも。皇族出身者とする説が有力。602年（推古天皇10年）、観勒に師事して「吉を取り凶を避ける術」とされた兵書の忍術である遁甲を修め、日本における遁甲方術の祖となった（『日本書紀』巻第二十二）。
僧旻 そうみん （そうにちぶん） ？ - 653年（白雉4年）
百済からの帰来人で、百済系保守派を代表する人物。観勒から引継いでの百済大寺寺司。正式な法名は「僧日文（そうにちぶん）」だが、その縦書きが「僧旻」と誤読されたものが定着した
608年（推古天皇16年）の小野妹子の第1回遣隋使に随行、その後24年間にわたって隋に留学して仏教・儒学・陰陽五行思想・天文・易学など広く諸学を修めた。632年（舒明天皇4年）8月に犬上御田鍬の第1回遣唐使に随行して帰国した。その後は重用され、親百済派である蘇我入鹿や祭官家の中臣（藤原）鎌足らに易学（周易）を講じた（『大織冠伝』）。
天文に精通しており、637年（舒明天皇9年）の流星を天狗の吠声と説き、639年（舒明天皇11年）の彗星出現に際しては飢饉の前触れであると説いた。
乙巳の変の後、645年（皇極天皇4年・大化元年）から翌年にかけての大化の改新の際には、仏教擁護の国策により「十師」のひとりとして高僧の認定を受け、さらに高向玄理（高向黒麻呂）とともに国博士（正式官制ではない諮問機関で天皇側近の政策ブレーン）に任じられ、「大化の改新の詔」をはじめとする諸詔勅・法令・制度等に大きくかかわり、649年（大化5年）には八省百官の制を創案をするなど活躍した。その後も、650年（大化6年）に白戸国司から白い雉が献上された際、珍鳥出現の祥瑞を中国漢代の緯書の語句と中国の史書に見られる先例を根拠に「帝徳が天に感応して現われた祥瑞であるから天下に大赦するべきである」と孝徳天皇に祥瑞改元（吉兆とされる現象をもって新しい年号をたてるべきであるとする陰陽道思想）を上申して取りいれられ、元号が白雉と改められるなど、653年（白雉4年）に病没するまで重用された。
同顕（釈同顕） どうけん （ほうしどうけん） ? - ?
斉明天皇の時代に高句麗から帰来。「沙門道顕」「僧道顕」「道賢」とも。
仏教そのものに関する活動よりも、式占を用い、主に外交を中心とした政策ブレーンとして用いられた。
日本と百済・高句麗との私的外交記録である『日本世記』を著した。現存する書物の中では、初めて「日本」という国号を使用している。
角福牟（ろくふくむ） ? - ?
百済の貴族階級の陰陽家。本国読み「カク・ポンモ（각복모）」。
百済の滅亡・白村江の戦いの敗戦により、663年（天智2年）に日本の引揚船に乗って亡命帰来（『日本書紀』）。冠位二十六階のうち第18階位にあたる「小山上」を与えられている。
行心（幸甚）（ぎょうじん） ? - ?
天智天皇の時代に統一新羅の旧百済地域から帰来。大津皇子謀反を唆したとして連座被疑者となり、伊豆国に流され更に飛騨国に移された。
法蔵（僧法蔵） ほうぞう （そうほうぞう） ? - ?
天武天皇の時代に百済滅亡による戦乱を避けて亡命帰来。
隆観（金財） りゅうかん （たから） ? - ?
統一新羅からの渡来僧行心（幸甚）の子。伊豆国へ流罪となり飛騨国の寺に移された父から引継ぎ陰陽諸道に通じた学僧となり法名「隆観」を名乗っていたが、大宝2年の飛騨国司の神馬献上にあたり、その祥瑞を得たとの理由で罪を減免され入京を許された（『続日本紀』）。その後の朝廷への出仕にあたりっては、還俗して名を「金財（たから）」と改めた。
吉備真備（きびのまきび）695年（持統天皇9年） - 775年（宝亀6年）
奈良時代の公卿・学者で、遣唐使として派遣された際に唐から陰陽五行思想を学び、これにかかわる文献を多数持ち帰って、陰陽家としての才能を発揮した。聖武天皇のもとでそれまでの呪禁師を廃止して陰陽道を採用したり、陰陽道に基づいた大衍暦を採用するなどした。藤原仲麻呂により左遷されたが、後に仲麻呂の乱を鎮圧した功により 右大臣まで出世している。藤原広嗣の怨霊を鎮めた話（『今昔物語集』）が知られている。
阿倍仲麻呂（あべのなかまろ）698年（文武天皇2年） - 770年（宝亀元年）
奈良時代の遣唐使に留学生として随行し、猛勉強して唐の科挙に合格し、唐の高官にまで登ったが、日本への帰国を果たすことはなかった。中国名「朝衡」。後に安倍晴明が自らの祖であると自称しているが、史実は異なる。
大津首（大津連首） おおつのおびと（おおつのむらじおびと） ？ - ？
統一新羅系の渡来人の家系。「大津連意毘登」とも。
出家して僧「義法」として活動していたが、統一新羅へ大使として派遣され、帰国後は朝廷に出仕するため勅命により還俗して大津連首の名を賜わった。後の大津宿禰大浦（おおつのすくねおおうら）に至るまで、代々陰陽師として重用されることとなった大津氏の祖。
従五位上 721年（養老5年）。陰陽頭 兼 皇后宮亮（730年頃）。

## 奈良時代に律令に定める本来業務を行っていた陰陽師
津守通（つもりのとおる）  ? - ?
奈良時代初期の渡来人系の陰陽師。「津守連道」とも。持統天皇・草壁皇子に重用され、敵対する大津皇子の密会を公の場で占い暴露した。その後に大津皇子が詠んだ和歌（『万葉集』巻2・第108首）、
< 大津皇子、石川女郎（いしかはのいらつめ）に竊（しぬ）ひ婚（あ）ひたまへる時、津守連通（つもりのむらじとほる）が其の事を占(うら)ひ露はせれば、皇子のよみませる御歌一首 > 『大船（おほぶね）の津守が占（うら）に告（の）らむとは兼ねてを知りて我が二人寝し』
（大意）:< 大津皇子と石川郎女の密会の事実が、陰陽師の津守連通の占筮で露見した際に、大津皇子が詠んだ一首 > 『大船（密会という目立つ大胆な行動の例え）に乗れば港湾管理者の監視下（「津を守る人の監視」と陰陽師である「津守通」の掛け言葉）のウラ（港が接する「浦」と「占い」の掛け言葉）で見つかるだろうと重々承知の上で、私たち二人は寝たんだよ』
がよく知られている。
従五位下・美作守 714年（和銅7年）10月。従五位上 724年（神亀元年）10月（『続日本紀』巻第九）
高金蔵（信成）（こうきんぞう（しんぜい）） ? - ?
高句麗より帰来。法名は「信成」。
陰陽師 701年（大宝元年）-723年（養老7年）。従五位下（兼・陰陽頭?）。
觮兄麻呂 ? - ?
「觮」は「角+彔」、別称は「角兄麻呂」・「羽林兄麻呂」。
陰陽博士 701年（大宝元年） - 727年（神亀4年）？。正六位上 721年（養老5年）。
王中文（王仲文）（おうちゅうぶん） ? - ?
高句麗出身、法名「東楼」。
天文博士 701年（大宝元年） - 720年代（神亀年間）。正六位上 721年（養老5年）。
金財（金宅良）
新羅出身、和名「隆観」、諡「国看連宅良」。
大宝2年 - 神亀元年。
文広麻呂（ふみのひろまろ） ? - ?
漢出身。
陰陽師 700年代（慶雲年間）。
池辺大島 ? - ?
漢出身？。
漏刻博士 700年代（慶雲年間）。
山口田主（やまぐちのいみきたぬし） ? - ?
漢出身。暦道に長けていたため、算術の大家としても有名で、正六位上 721年（養老5年）、天平2年に、算術啓蒙の師として公式に指名されている。
正六位上 721年（養老5年）。陰陽暦博士 709年（和銅2年） - 730年（天平2年）。
余秦勝（よ しんしょう） ? - ?
百済の亡命王族の子孫。
正六位上 721年（養老5年）。
志我閇阿彌陀（しがへのあみだ） ? - ?
漢出身。別称「志我閇連阿弥太」。
従五位下 721年（養老5年）- 723年（養老7年）。
楢諸君
漢出身。
陰陽大属 728年（神亀5年）。
余真人（よのまひと） ? - ?
百済の亡命王族の子孫。
養老-神亀年間。従五位下 717年。
谷那庚受（難波連庚受） こくなこうじゅ（なにわのむらじこうじゅ） ? - ?
高句麗出身。別称は「谷那康受」。難波連の姓（かばね）を賜る。 難波吉成と同一人物とする説がある。
720年代（神亀年間）。
礒氏法麻呂
『万葉集』に太宰府の梅の花を詠んだ歌が見られる。
太宰陰陽師 730年（天平2年）。
難波吉成（なにわのよしなり） ? - ?
高句麗出身。
730年（天平2年）-731年（天平3年）。
高麦太（こうのむぎた）? - ?
高句麗出身。
陰陽師 737年（天平9年）-740年（天平12年）。兼 陰陽頭738年（天平10年）。
余益人（百済朝臣益人） よのますひと （くだらのあそみますひと） ? - ?
百済の亡命王族の子孫。「百済朝臣」の姓（かばね）を賜る。
太宰陰陽師 758年（天平宝字2年）-764年（天平宝字8年）。
山上船主（やまのうえのふなぬし） ? - ?
延暦年間に陰陽頭を勤めたという記録のほか、782年（延暦元年）には、氷上川継の謀反（氷上川継の乱）に連座して、隠岐介に左遷（実態は流罪）されたとの記録もある（『続日本紀』）。
陰陽頭 兼 天文博士 767年（神護景雲元年）-805年（延暦24年）。
百済秋麻呂（くだらのあきまろ） ? - ?
百済の亡命王族の子孫。
陰陽大属 767年（神護景雲元年）。陰陽允 769年（景雲3年）。
国見今虫（くにみのいまむし） ? - ?
新羅出身。
天文博士 767年（神護景雲元年）。
大津大浦（おおつのおおうら） ? - ?
大津首の孫とされている。大津皇子（おおつのみこ）の壬生（乳部）であったとの説もある。
陰陽頭 771年（宝亀2年）-774年（宝亀5年）
紀本 きのあそみのかみ ? - ?
皇族出身。
陰陽頭? 774年（宝亀5年）-782年（延暦元年）。
栄井蓑麻呂
高句麗出身。別称「日置造蓑麻呂」。
陰陽頭 747年（天平18年）-783年（延暦2年）。
高橋御坂（たかはしのみさか） ? - ?
皇族出身。
陰陽頭 785年（延暦4年）。
船田口
百済出身。
陰陽助 781年（天応元年）-784年（延暦3年）。
藤原刷雄（ふじわらのよしお） ? - ?
752年（天平勝宝4年）藤原清河遣唐使に留学生として随行、陰陽家というよりも禅定家としての性格が強い。帰国後に従五位下に任じられ、「藤原恵美」朝臣の姓を賜った。764年（天平宝字8年）の藤原仲麻呂の乱（恵美押勝の乱）に連座して隠岐国に流されたが、772年（宝亀3年）に赦免されて再度従五位下「藤原朝臣」を賜って入京を許され、778年（宝亀9年）に従五位上に叙せられた。
陰陽頭 791年（延暦10年）。
路三野石守（おみぬのいそもり） ? - ?
皇族出身とされているが叙せられた官位がおしなべて低目であるため反論も多い。別称「三野真人石守」（みぬのまひといそもり）。
陰陽助 786年（延暦5年）。
藤原菅継
陰陽頭 784年（延暦3年）-791年（延暦10年）

## 平安時代前期に律令に定める本来業務を行っていた陰陽師
大津海成
陰陽允（延暦16年）。
菅原世道
陰陽少属（延暦16年）。
中臣志斐国守
陰陽博士（延暦16年-弘仁元年）。天文博士（大同3-弘仁元年）。
江沼小並
陰陽助（弘仁6-11年）。
志斐人成
陰陽生（弘仁11年）。
広幡浄継
陰陽生（弘仁11年）。
道祖息麻呂
陰陽師（弘仁11年）。
藤原並藤
陰陽頭（天長9年-承和14年）
刀伎浄浜
暦博士（天長8年）。
土師雄成
太宰陰陽師（天長10年）。
大春日良棟
暦博士？（天長-承和年間）
春苑玉成
陰陽師（承和3-4年）。遣唐陰陽師 兼 陰陽請益（承和6-8年）。陰陽博士（承和8-9年）
滋岳雄貞
暦請益（承和6年）。
大春日公守
陰陽頭（承和7年）。
大春日真野麻呂
暦博士（斉衡3年-貞観4年）。陰陽頭（貞観2-4年）。
笠名高
陰陽権博士（天安元年）。陰陽博士（貞観13年）。陰陽助（天安2年-貞観13年）。
中臣志斐連春継
天文博士（貞観2-12年）
良階貞範
陰陽允（貞観4-11年）。
日下部利貞
陰陽大属（貞観5-6年）。陰陽権允（貞観15年）。陰陽助（元慶元-6年）。
百済淸貞
少属（貞観5年）。
家原郷好
暦博士（貞観9年-元慶8年）。陰陽助（貞観14年）。陰陽頭（元慶元-8年）。
宮道弥益
漏刻博士（元慶元年）。
秦經尚
陰陽権允（元慶元年）。
山村得道
陰陽博士（元慶3年-仁和3年）。
中臣志斐安善
天文博士（元慶5年）。
大春日氏主
権暦博士（元慶6年）。
中臣志斐広守
天文博士（仁和2年）。
葛木宗公
暦博士？。
葛木茂経
暦？。
大春日弘範

## 平安時代中・後期の陰陽師
滋岳川人（しげおかのかわひと） ？ - 868年（貞観10年）
「滋丘川人」とも呼ばれる、平安時代前-中期、文徳天皇・清和天皇の頃に活躍した陰陽師。いわゆる宮廷陰陽道の始祖とされ、式占・遁甲の大家で呪術にも長け、しばしば虫害除去や雨乞いの祭祀を行ったとされる。
『世要動静教（せようどうせいきょう）』『指掌宿曜経（ししょうすくようきょう）』『滋岳新術遁甲書（じがくしんじゅつとんこう）』『六甲六帖（ろっこうりくじょう）』『宅肝経（たっかんきょう）』など多数の技術書を著したとされるが、現存する著書はない。
『今昔物語集』には、安倍安仁とともに過ちを犯し地神（つちのかみ）の怒りをかって追われるものの、滋岳川人が得意とした隠形の術で身を隠し逃げ延びることができたという「滋岳川人、地神に追はるる語」という話で知られる。
陰陽博士 854年（斉衡元年）-874年（貞観16年）。兼・陰陽権允 854年（斉衡元年）。兼・陰陽権助 857年（天安元年）-865年（貞観7年）。兼・播磨国権大掾 861年（貞観3年）。兼・陰陽頭 874年（貞観16年）。
弓削是雄（ゆげのこれお） ？ - ？
平安時代中期、清和天皇・宇多天皇の頃に活躍した陰陽師、滋丘川人の弟子。怪僧と言われた道鏡とは同族で、式占の達人であったといわれている。藤原有陰（ふじわらのありかげ）に招かれて近江に赴いた際、穀蔵院の使者である伴世継（とものよつぎ）と行き会い、悪夢を見たと言う伴世継が弓削是雄に占ってもらい対策をしてもらって九死に一生を得たという話（『今昔物語集』「天文博士弓削是雄、夢を占ふ語」）や、陰陽頭在任時に、60歳を過ぎてもいまだに試験に合格せず僧侶の位がなかなか得られない修行者を憐れんで、何とか試験に合格させてやろうと呪術を用いて立会の試験官を排除してしまい、仲の良かった三善清行の一存でその高齢修行者を合格させてやったという話（『善家異説』）などが知られている。
陰陽師 864年（貞観6年）-873年（貞観15年）。陰陽允 873年（貞観15年）-877年（元慶元年）。陰陽権助 877年（元慶元年）-885年（仁和元年）。陰陽頭 885年（仁和元年）。
三善清行 みよしきよゆき（みよしきよつら） 847年（承和14年） - 919年（延喜18年）
平安時代中期の漢学者。別称、善相公。権力に屈しない正義漢であったため出世が遅れたとされる。
本来は陰陽寮生出身の陰陽師ではなく、大学寮で文章道を修めた漢文学者だが、天文・陰陽・易学に通じていた。讖緯説（周期的予言説辛酉・甲子の年には革令があるとの中国の説）にもとづいて改元を上奏して認められ、元号が延喜と改められて以降、周期的災厄説による辛酉年・甲子年の災異改元が通例となった。
文章博士 900年（昌泰3年） - 910年（延喜10年）。兼 大学頭、兼 伊勢権介 901年（昌泰4年）。兼 式部少輔 903年（延喜3年）。式部権大輔 兼 備中権守905年（延喜5年）。参議 兼 宮内卿 917年（延喜17年）。兼 播磨権守918年（延喜18年）。
賀茂忠行（かものただゆき） ？ - 960年（天徳4年）
後に世襲陰陽家の名門となった賀茂氏の祖。賀茂保憲の父。安倍晴明の師。奈良時代に活躍した修験道の開祖・役小角の末裔であると言われている。940年に承平天慶の乱が勃発した際、この対策のために時の権力者藤原師輔に、当時は密教の高僧でも知らなかったとされている「白衣観音法」を進上したことがきっかけで重用されるようになった。陰陽道にかぎらず天文道・暦道など様々な分野に明るかったほか、卜占にもよく通じておりその正確さは有名で、村上天皇が水晶念珠を見えないように箱に入れてその中身を占じさせたところ、見事に言い当てたという伝説が残っている（三善為康『朝野群載』）。早くから嫡男・賀茂保憲や弟子・安倍晴明の才能を見出し育成したことで知られている。
賀茂保憲（かものやすのり） 917年（延喜17年）-977年（貞元2年）
賀茂忠行の子で父と並び平安中期を代表する陰陽師のひとり。安倍晴明および長男賀茂吉平の師、「当朝は保憲をもって陰陽の規模となす」と賞賛されるほどの評価を得ていた。官僚としても出世して陰陽頭にまでなっている。嫡子の賀茂光栄に暦道を、弟子の安倍晴明に天文道をあまなく伝授し、後の賀茂氏・安倍氏の2家世襲体制の礎を作った。『今昔物語集』に、弟子の安倍晴明との間で隠された中身を当てる占術試合「占覆(せきふ)」を行った話が収録されているとされ、また「暦林」「保憲抄」という暦道や陰陽道の技術書を著したとされているが、どれも現存していない。
賀茂光栄（かものみつよし） 939年（天慶2年 ）-1015年（長和4年）
賀茂保憲の嫡子。安倍晴明と並び称される陰陽師。父・賀茂保憲が天文道を安倍晴明に伝授禅譲したために暦道のみを継承することとなり、これが原因で安倍晴明をライバル視していたことが『続古事談』に記されている。暦道に優れたほか予知能力にも長けており「的中すること掌を返すが如し」と絶賛された。藤原道長が安倍晴明とともに呼び寄せて頻繁に相談や占術を行わせていたことが『御堂関白記』や『栄花物語』にも記されており、多くの貴人から重用された。
安倍晴明（あべのせいめい） 921年（延喜21年）-1005年（寛弘2年）
後の土御門氏の祖。遣唐使に参加して陰陽の本場城刑山で伯道上人（白道仙人とも）に学び、帰国すると特殊化・秘伝秘術化した独特の陰陽道を築き上げた。陰陽道の名典『簠簋内伝金烏玉兎集』を著したとも言われているが、伯道上人に教えを受けた際にこれを授けられたという説も多い。ただし晴明の著作として確認されているのは、晴明の子孫である土御門家に伝わった「占事略决」のみである。陰陽諸道の中で最も難しいと言われていた天文道に長じ、朱雀・村上・冷泉・円融・花山・一条の6代天皇、藤原道長・藤原実資に重用されて影響力をふるった。天文博士を勤めた後には陰陽寮を超えて主計権助・大膳大夫・左京権大夫・大国である播磨守などの官職を歴任して「従四位下」まで昇進した。時の権力者の影となり日なたとなり活躍したために出世したと言われている一方で、極めて謎の多い人物でもある。セーマン（晴明桔梗・晴明紋・五芒星）という呪符を使い、人形を使って「青龍」「勾陣」「六合」「朱雀」「騰蛇」「天乙貴人」「天后」「大陰」「玄武」「大裳」「白虎」「天空」の式神十二神将を自由に駆使し、驚異的な呪術を展開したとされている。また、没後かなり早い段階から“鳥が話す言葉を理解できた”、“母は信田の森に棲む「葛の葉」という白狐だった”、その超人ぶりと特異性をあまりにも誇張した数多くの伝説が残っており、『古事談』『大鏡』『宇治拾遺物語』『古今著聞集』『今昔物語集』『體源抄』『日本紀略』『権記』『平家物語』『大江山絵詞』『元亨釈書』『源平盛衰記』『発心集』『北条九代記』『私聚百因縁集』、歌舞伎や文楽の題目『信田妻（しのだづま）』『蘆屋道満大内鑑』、仮名草子『安倍晴明物語』、近年では小説・漫画・映画など、中世から近世・現代に至るまであまたの著作の題材として取り上げられている。1007年に一条天皇によって屋敷址の一部に建立された晴明神社は、一度は焼失したものの復興されて京都府京都市上京区堀川通一条上る晴明町806番地1に現存しているほか、京都市右京区嵯峨天竜寺角倉町には晴明神社の飛地境内としてその墓標が残っている。
安倍吉平（あべのよしひら） 954年（天暦8年）-1026年（万寿3年）
安倍晴明の嫡子。父同様に賀茂光栄と並び称される陰陽師として藤原道長・藤原実資らに重用され、天文博士・陰陽博士から陰陽助にまで昇進し、位階は従四位上まで取り立てられた。五龍祭や四角祭を勤め（『日本紀略』）、藤原頼通に取り憑いた具平親王の悪霊を賀茂光栄と共に祈祷して取り除いたり（『宝物集』）、親仁親王（後の後冷泉天皇）出産の際に死去した皇妃嬉子の入棺・葬送に関する方法を藤原頼通に勘申したり（『栄花物語』）している。また『古今著聞集』には、医師・丹波雅忠と宴を囲んでいた際に、地震を予知したとの記載がある。
安倍吉昌（あべのよしまさ） 955年（天暦9年）？ - 1031年（長元4年）？
安倍晴明の次男。感受性豊かで向学心が強かったため賀茂保憲に目をかけられ、1017年に安倍晴明もなれなかった陰陽頭（おんみょうのかみ）に昇進。天文により、日食を予知したことで知られる。
安倍章親（あべのあきちか）
安倍吉平の子。1055年に陰陽頭に就任した際、賀茂氏に暦博士を、安倍氏に天文博士を代々独占世襲させることと定めている。
安倍泰親（あべのやすちか）
陰陽頭安倍泰長の子、安倍晴明5代の子孫。藤原頼長や九条兼実に重用されて1182年陰陽頭。卜占の達人で平家滅亡とその時期まで予言的中させるなどし、「指神子（さすのみこ）」と呼ばれた。肩口に落雷した際に袖を焼いたものの奇跡的に怪我一つ負わなかったとされている。安倍晴明と事績が混同されることが多い。
安倍泰成（あべのやすなり）
安倍泰親の子。陰陽道は学ばなかったとの話が伝わるが、神明鏡では、妖狐・玉藻前と呪術で対決したとされる。
蘆屋道満（あしやどうまん） （？-？）
道摩法師の名でも知られる平安中期の非官人陰陽師。播磨国（現在の兵庫県）の民間（ヤミ）陰陽師集団出身で、呪術に長けドーマン（九字を表す縦4本・横5本の格子模様）という呪符を好んで使ったとか、安倍晴明の晴明紋を使って「ドーマンセーマン」と呼ばれるようになった等の説がある。安倍晴明が当時の関白藤原道長に重用されていたのに対し、蘆谷道満は藤原道長の政敵である左大臣藤原顕光に道長への呪祖を命じられたとされ、これが両者の永遠のライバルとしての関係を決定づけた。室町時代の播磨の地誌である『峰相記（ほうしょうき）』には、藤原顕光に呪詛を依頼された蘆谷道満は安倍晴明にこれを見破られたために播磨に流され、道満の子孫が瀬戸内海寄りの英賀・三宅方面に移り住み陰陽師の業を継いだと記されている。歌舞伎や文楽の演目『芦屋道満大内鑑』をはじめとした著作で、しばしば安部晴明と呪術合戦を繰り広げるライバルとして登場するが、もっぱら晴明を引き立てる悪役として描かれることが多い。
道満が上京し晴明と内裏で争い負けた方が弟子になるという呪術勝負を持ちかけたことにより、帝は大柑子（みかん）を16個入れた長持を占術当事者である両名には見せずに持ち出させ「中に何が入っているかを占え」とのお題を与えた。早速、道満は長持の中身を予測し「大柑子が16」と答えたが、晴明は加持の上冷静に「鼠が16匹」と答えた。観客であった大臣・公卿らは中央所属の陰陽師である晴明に勝たせたいと考えていたが中身は「大柑子」であることは明白に承知していたので晴明の負けがはっきりしたと落胆した。しかし、長持を開けてみると、晴明が式神を駆使して鼠に変えてしまっており、中からは鼠が16匹出てきて四方八方に走り回った。この後、約束通り道満は晴明の弟子となった、と言われているという話や、
遣唐使として派遣され唐の伯道上人のもとで修行をしていた晴明の留守中に晴明の妻と懇ろになり不義密通を始めていた道満が、晴明の唐からの帰国後に伯道上人から授かった書を盗み見て身につけた呪術で晴明との命を賭けた対決に勝利して晴明を殺害し、第六感で晴明の死を悟った伯道上人が急遽来日して呪術で晴明を蘇生させ道満を斬首、その後に晴明は書を発展させて『簠簋内伝金烏玉兎集』にまとめ上げた、といったように、晴明のライバルとしての数々の巷談・逸話で有名である。
阿倍晴明伝説が全国的に拡散したのと同様、蘆谷道満伝説も大規模に拡がっており、日本各地に「蘆屋塚」「道満塚」「道満井」の類が数多く残っている。
智徳法師（ちとくほうし）（？-？）
播磨国の僧でありながら陰陽道の呪法や占術を用いて金を稼いだ民間の陰陽師。『今昔物語』の、海賊に襲われた船主に同情して陰陽の術を用いて船荷を取り戻した話や、陰陽道を身につけて得意になり、噂に聞く安倍晴明の実力を確かめようと自分の式神を連れて呪術対決に臨んだが、逆に安倍晴明に式神たちを隠されてしまい、陳謝して自分の式神を返してもらうというエピソードで知られる。人物像や環境設定が酷似しているため、蘆谷道満と同一人物ではないかとの説が有力である。
鬼一法眼（きいちほうげん）（おそらく平安後期）
京の一条堀川に住んでいた伝説の陰陽師。兵法家でもあり、源義経に剣術を教えたことでも有名。剣の大家、京八流の創始者でもある。